# Królowie Ulaidu
Królowie Ulsteru – legendarni starożytni oraz historyczni średniowieczni władcy na terenie Ulaidu (ob. Ulster), jednego z pięciu regionów Irlandii. Pierwsi legendarni królowie pochodzili z dynastii Milezjan, z linii Íra, syna Mileda, ze stolicą w Emain Macha. Według tradycji, w r. 331 n.e. trzej bracia Collasowie, pochodzący z Connachtu, dokonali najazdu i podboju centralnych okręgów Ulsteru, znanych później, jako Airgíalla. Z dawnego królestwa Ulatów pozostały tylko szczątki. Synowie Nialla I od Dziewięciu Zakładników, arcykróla Irlandii, dokonali podboju pozostałych zachodnich rubieży. 

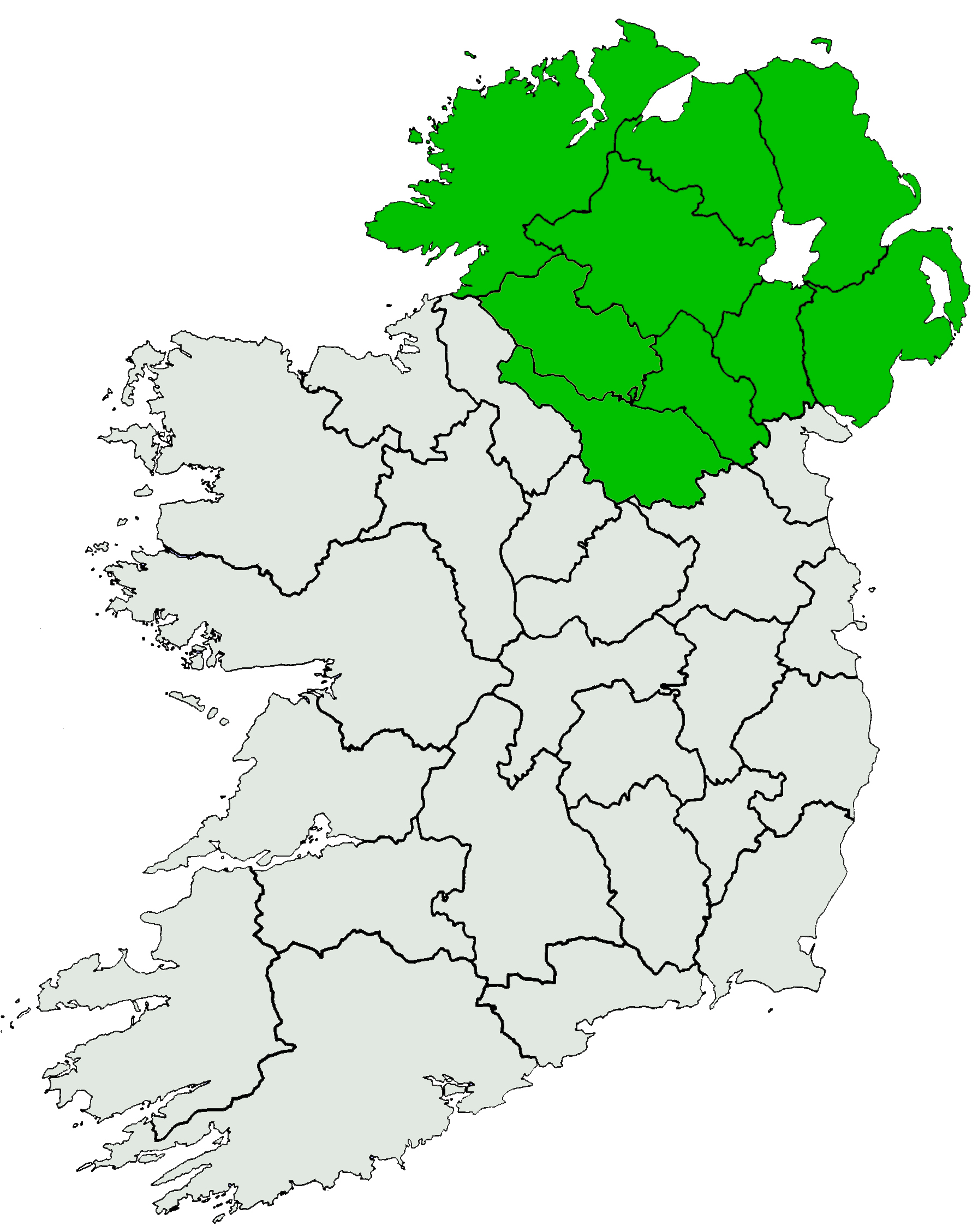
Ulster (kolor ciemnozielony)

Od ok. 450 n.e. pojawili się pierwsi historyczni królowie Ulsteru z rodu Dál Fiatach, którzy rywalizowali o władzę z członkami rodu Dál nAraidi. Stolicą królestwa była Emain Macha. Rządy nad Ulsterem trwały nieprzerwanie do 1201 r., do czasu definitywnego najazdu normańskiego. Od r. 1177 zaczął się stopniowy podbój Ulsteru przez Jana de Courci, który stał na czele trzystu awanturników normańskich. W ciągu pięciu lat zażartych walk podbił cały kraj na wschód od rzeki Bann (obecne hrabstwa Antrim oraz Down). Rządził twardą ręką, jako lord Ulsteru. W 1201 r. królestwo Ulsteru ostatecznie przestało istnieć, a jego ziemie podzielono między Anglo-Normanów i królów Tyrone.

## Legendarni królowie Ulaidu (Ulidii/Ulsteru)
- Cimbaeth mac Finntan (347-340 p.n.e.; arcykról Irlandii) [wnuk Airgetmara, arcykróla Irlandii]
- Macha Mongruad (Rudowłosa) (340-333; arcykrólowa Irlandii) [żona; córka Aeda I, arcykróla Irlandii]
- Eochaid I Eolach (Bystry) mac Fedaig (333-317) [prawnuk Airgetmara, arcykróla Irlandii]
- Uamanchan (Humanchenn) mac Cais (317-316) [prawnuk Airgetmara, arcykróla Irlandii]
- Conchobar (Connor) I Rot (Czerwony) mac Cathair (316-286) [bratanek]
- Fiachna I mac Fedlimid (286-270) [wnuk Uamanchana]
- Daire mac Forgo (270-199) [bratanek]
- Enna I mac Rocha (199-194) [bratanek Fiachny I]
- Finnchad mac Baccedo (194-192) [wnuk Daire’a]
- Conchobar II Maol (Łysy) mac Fortha (192-180) [bratanek Daire’a]
- Cormac mac Lathi (180-163) [wnuk]
- Mochta mac Murchaid (163-160)
- Enna II mac Daire (160-157) [wnuk Conchobara II]
- Rudraige I Mor mac Sithrige (157-87; arcykról Irlandii od 104) [w 12. stopniu potomek Airgetmara, arcykróla Irlandii]
- Bressal I Bodiobad (Pozbawiony Krów) (87-75; arcykról Irlandii od 84) [syn]
- Eochaid II Salbuide mac Lothair (75-72)
- Congal I Clairingnech (z Broad Nails) (72-57; arcykról Irlandii od 60) [brat Bressala I]
- Fachtna Fathach mac Cais (57-26; arcykról Irlandii od 50) [wnuk Rudraige’a I; zięć Eochaida II]
- Fergus I mac Leite (26-14) [wnuk Rudraige’a I]
- Fergus II mac Roich (14-11) [syn Rossy Ruada, syna Rudraige’a I]
- Conchobar III mac Nessa mac Cathbad (11 p.n.e.-30 n.e.) [wnuk Congala I; wnuk macierzysty Eochaida II]
- Cumscraid Menn (Jąkała) (30-33) [syn]
- Glaisne (33-42) [brat]
- Irial Glunmar mac Conall Cernach (42-82) [w 7. stopniu potomek Rudraige’a I]
- Fiacha I Finnamnas (82-102) [syn]
- Fiatach Finn mac Daire (102-106; arcykról Irlandii 116-119) [w 22. stopniu potomek Itha, stryja Mileda]
- Muiredach I Finn (106-109) [syn]
- Elim mac Conrach (109-130; arcykról Irlandii od 126) [prawnuk Rudraige’a I]
- Mal mac Rochraide (130-164; arcykról Irlandii od 160) [w 6. stopniu potomek Muiredacha I]
- Ogaman (164-176) [syn Fiatacha]
- Bressal II Brecc mac Briuin (176-192) [bratanek Mala]
- Tibraide Tirech mac Mail (192-222) [syn Mala]
- Aengus I Goibnenn mac Fergus Gallen (222-230) [wnuk]
- Fiacha II Araide (230-250) [syn]
- Fergus III Duibdedach (Czarnozęby) mac Imchad (250-254; arcykról Irlandii od 253) [prawnuk Ogamana]
- Aengus II Finn (254-262) [syn]
- Eochaid III Gonnat mac Fiac (262-278; arcykról Irlandii od 277) [w 5. stopniu potomek Fiatacha Finna]
- Rossa mac Imchada (278-280) [prawnuk Fiachy II]
- Lugaid Menn (Lorc) (280-290) [syn Aengusa II]
- Fergus IV Foga mac Froechair (290-331) [w 5. stopniu potomek Rossy]
- Zniszczenie Pałacu w Emain Macha i interregnum 331-343
- Coelbad mac Cruind Badrui (343-358; arcykról Irlandii od 357) [stryj]
- Saran mac Coelbad (358-384) [syn]
- Forgg (Forgo) mac Dalláin (ok. 447-450) [praprawnuk Lugaida Menna]

## Historyczni królowie Ulaidu
- Muiredach II Muinderg mac Forgg (ok. 450-479) [syn]
- Eochaid IV mac Muiredaig (479-503) [syn]
- Cairell I Coscrach (503-526) [brat]
- Eochaid V mac Condlai (526-553; król Dál nAraidi) [wnuk Coelbada]
- Fergna mac Óengusa (553-557) [bratanek Muiredacha II]
- Demmán mac Cairill (557-572) [syn Cairella I]
- Báetán mac Cairill (572-581) [brat]
- Áed I Dub mac Suibne (581-588; usunięty, zmarł 588; król Dál nAraidi)
- Fiachna II Lurgan mac Báetáin (588-626; król Dál nAraidi) [wnuk Eochaida V]
- Fiachna III mac Demmáin (626-627) [syn Demmána]
- Congal II Cláen mac Scandáil (627-637) [wnuk Fiachny II]
- Dúnchad mac Fíachnai (637-ok. 644) [syn Fiachny III]
- Máel Coba mac Fíachnai (ok. 644-647) [brat]
- Blathmac mac Máele Coba (647-670) [syn]
- Congal III Cendfota (670-674) [syn Dúnchada]
- Fergus V mac Áedáin (674-692) [kuzyn Congala II]
- Bécc I Bairrche (692-707; abdykował, zmarł 718) [syn Blathmaca]
- Cú Chuarán mac Dúngaile (707-708; król Dál nAraidi) [w 6. stopniu potomek Eochaida V]
- Áed II Róin (708-735) [syn Bécca I]
- Cathussach mac Ailella (735-749; król Dál nAraidi 727-735) [bratanek Cú Chuarána]
- Bressal III mac Áeda (749-750) [syn Áeda II]
- Fiachna IV mac Áeda Róin (750-789) [brat]
- Tommaltach mac Indrechtaig (789-790; król Dál nAraidi) [w 4. stopniu potomek Fiachny II]
- Eochaid VI mac Fíachnai (790-810) [syn Fiachny IV]
- Cairell II mac Fíachnai (810-819) [brat]
- Máel Bressail mac Ailella (819-825; także król Uí Echach Cobo) [w 4. stopniu potomek Fergusa V]
- Muiredach III mac Eochada (825-839) [syn Eochaida VI]
- Matudán I mac Muiredaig (839-857) [syn]
- Lethlobar mac Loingsig (857-873; król Dál nAraidi; eponim rodu Ua Lethlobhair) [wnuk Tommaltacha]
- Cathalán mac Indrechtaig (koregent 857-871) [w 6. stopniu potomek Máel Coby]
- Ainbíth mac Áeda (873-882) [wnuk Eochaida VI]
- Eochocán mac Áeda (882-883) [brat]
- Airemón mac Áeda (882-886) [brat]
- Fiachna V mac Ainbítha (886) [syn Ainbítha]
- Bécc II mac Airemóin (886-893) [syn Airemóna]
- Muiredach IV mac Eochocáin (893-895) [syn Eochocána]
- Máel Mocheirge mac Indrechtaig (koregent 893-895; samodzielnie 895-896) [brat Cathalána]
- Aitíth mac Laigne (896-898; także król Uí Echach Cobo) [w 6. stopniu potomek Fergusa V]
- Cenn Étig mac Lethlobair (898-900; król Dál nAraidi) [syn Lethlobara]
- Áed III mac Eochocáin (900-919) [syn Eochocána]
- Dubgall mac Áeda (919-925) [syn]
- Loingsech Ua Lethlobair (925-932; król Dál nAraidi; eponim rodu Ua Loingsig) [syn Cennétiga]
- Eochaid VII mac Conaill (932-937)
- Matudán II mac Áeda (937-950) [syn Áeda III]
- Ardgal mac Matudáin (950-970) [syn]
- Niall I mac Áeda (970-971) [stryj]
- Áed IV mac Loingsig (971-972; król Dál nAraidi) [syn Loingsecha]
- Eochaid VIII mac Ardgail (972-1004) [syn Ardgala]
- Gilla Comgaill mac Ardgail (1004-1005) [brat]
- Máel Ruanaid mac Ardgail (1005-1007) [brat]
- Matudán III mac Domnaill (1007)
- Dub Tuinne mac Eochada (1007) [syn Eochaida VII]
- Domnall mac Duib Tuinne (1007) [syn]
- Muiredach V mac Matudáin (1007-1008) [syn Matudána III]
- Niall II mac Duib Tuinne (król-rywal 1007-1008; król 1008-1016) [syn Duba]
- Niall III mac Eochada (1016-1063) [syn Eochaida VII]
- Eochaid IX mac Néill (koregent ?-1063) [syn]
- Donnchad Ua Mathgamna (O’Mahoney) (uzurpator 1063-1065, zmarł 1065)
- Cú Ulad I Ua Flaithrí (uzurpator 1065-1071; usunięty, zmarł 1072) [potomek Máela Coby?]
- Lochlainn Ua Máel Ruanaid (1071) [wnuk Máel Ruanaida]
- Donnsléibe I mac Eochada (1071-1078; usunięty) [syn Eochaida VIII]
- Áed V Méránach Ua hEochada (1078-1080; usunięty, zmarł 1083)
- Goll na Gorta Ua Mathgamna (uzurpator 1080-1081)
- Donn Sléibe I mac Eochada (2. panowanie 1081-1091)
- Donnchad III mac Duinn Sléibe (1091-1095; usunięty) [syn]
- Eochaid X mac Duinn Sléibe (Goll Garbraige) (1095-1099; usunięty) [brat]
- Donnchad III mac Duinn Sléibe (2. panowanie 1099; usunięty)
- Eochaid X mac Duinn Sléibe (2. panowanie 1099-1108)
- Donnchad III mac Duinn Sléibe (3. panowanie 1108-1113; usunięty)
- Áed VI (Niall) mac Duinn Sléibe (1113-1127) [brat]
- Eochaid XI (Garrchú) Ua Mathgamna (król-rywal 1113-1127)
- Ragnall (Gilla Comgaill) Ua hEochada (uzurpator 1127-1131)
- Cú Ulad II mac Conchobair Chisenaig (1131-1157) [wnuk Donn Sléibe’a I]
- Áed VII (Niall) mac Con Ulad Mac Duinn Sléibe (1157-1158) [syn]
- Eochaid XII mac Con Ulad Mac Duinn Sléibe (1158-1166; usunięty) [brat]
- Magnus mac Con Ulad Mac Duinn Sléibe (1166-1171) [brat]
- Donn Sléibe II mac Con Ulad Mac Duinn Sléibe (1171-1172) [brat]
- Rudraige II (Ruaidrí) mac Con Ulad Mac Duinn Sléibe (1172-1201) [brat]
- Ulaid został podzielony między Anglo-Normanów i królów Tyrone